# Сагеніт
Сагеніт (рос. сагенит; англ. sagenite; нім. Sagenit) –
1. Складносітчасті двійникові зростки голчастого або короткостовпчастого рутилу, розташовані під кутом 60°. Зустрічаються в різних мінералах, г.ч. у біотиті, хлориті, гірському кришталі, які мають характерну «сагенітову ґратку», де кристали перетинаються під фіксованими кутами 54°44´ і 65°35´. Знахідки: Кавраде (кантон Ґрау-бюнден, Швейцарія), пров. Онтаріо (Канада), Урал (РФ), Казахстан. Від грецьк. «сагене» — сітка (H.B. de Saussure, 1796).
2. Голчастий рутил.